# Austregilde
Titre
Reine des Francs
Austregilde (morte en 580) est une reine franque du VIe siècle.
Elle est peut-être une servante de la reine Marcatrude, deuxième femme de Gontran. Après la répudiation de celle-ci (565), elle devient la troisième femme du roi Gontran dont elle a au moins quatre enfants, dont deux fils morts jeunes.